# 夸夫雷勒
夸夫雷勒（法語：Coivrel，法語發音：[kwavʁɛl]）是法国瓦兹省的一个市镇，属于克莱蒙区。

## 地理
夸夫雷勒（49°33'10"N, 2°33'25"E）面积6.11 平方千米，位于法国上法蘭西大區瓦兹省，该省份为法国北部内陆省份，北起索姆省，西接厄尔省和滨海塞纳省，南至塞纳-马恩省和瓦兹河谷省，东临埃纳省。
与夸夫雷勒接壤的市镇（或旧市镇、城区）包括：戈当维莱、迈涅莱-蒙蒂尼、蒙热兰、圣马丹奥布瓦、特里科。

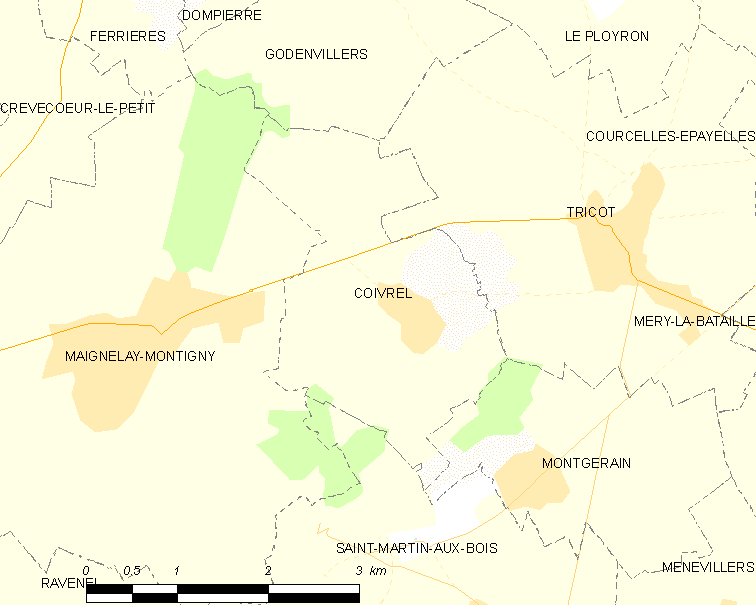
夸夫雷勒的OSM定位图

夸夫雷勒的时区为UTC+01:00、UTC+02:00（夏令时）。

## 行政
夸夫雷勒的邮政编码为60420，INSEE市镇编码为60158。

## 政治
夸夫雷勒所属的省级选区为埃斯特雷圣但尼县。

## 人口

1962-2008年间夸夫雷勒人口变化图示

夸夫雷勒于2022年1月1日时的人口数量为245人。